# Early reggae
Early reggae lub skinhead reggae – styl muzyczny wywodzący się z Jamajki, powstały w latach 1968–1970.
Styl ten charakteryzuje m.in. mocne, rockowe brzmienie, szybkie tempo perkusji, ciężkie kwestie organowe, mieszanie basów i podwójny rytm gitary elektrycznej. Największy sukces odniósł w Wielkiej Brytanii, szczególnie wśród skinheadów. Główni przedstawiciele to John Holt i The Pioneers.